# 魔法師的外甥
《魔法師的外甥》（英語：The Magician's Nephew），又稱「納尼亞前傳」，是一部兒童幻想小說，作者是C·S·路易斯。這本書是《納尼亞傳奇》故事中第六個出版的，不過在故事中的時間軸上為最早的。所以這是一個前傳（prequel，據已問世文藝作品的情節憑想像上溯創作）的例子，並且也為另幾部的劇情作前述，特別是《獅子·女巫·魔衣櫥》。因此在後世出版時《魔法師的外甥》已經成為第一部書。

## 主角人物
- 狄哥里·寇克－男孩，母親病重而要姨媽和舅舅照顧。
- 波莉－是安德魯舅舅鄰居普朗摩家的女孩子，與狄哥里交談之下決定與他一起進行他的計劃。
- 安德魯舅舅－瘋狂的魔法師，製造出能穿越不同世界的魔法戒指，並利用闖入他實驗室的外甥來做測試的實驗。
- 莉蒂阿姨－安德魯舅舅的妹妹。
- 亞斯藍（英语：Aslan）－是一隻獅子，創建「納尼亞」，陸上大帝（西班牙语：Emperador más allá de los Mares）之子。
- 女巫賈迪絲（Witch Jadis）－把自己的國家、自己的世界查恩毀滅的女巫。
- 法蘭克－馬車夫，後來成為納尼亞王國首位國王。
- 海倫－法蘭克之妻，後來成為納尼亞王國首位王后。
- 草莓－本是倫敦的一匹拉車馬，來到納尼亞後被亞斯藍賜予翅膀，成為一匹飛馬，並更名為「羽生」。

## 故事年代
- 英國：1???年（照《獅子·女巫·魔衣櫥》的時間點推算大概在1880到1900年左右）
- 納尼亞：0年（創世）

## 寓意
作者路易斯在1961年的一封信件中提及：《魔法師的外甥》主題講的是「宇宙之始及邪惡如何進入納尼亞王國」。

## 靈感
學者科林·杜瑞茲認為，《魔法師的外甥》中亞斯藍用一首歌創造納尼亞的情節應是受到路易斯好友J·R·R·托爾金創作的「埃努的大樂章」啟發；托爾金曾經向路易斯朗讀過「埃努的大樂章」的故事，該故事後來成為《精靈寶鑽》的章節之一，敘述了阿爾達創世的過程。